# ロレンツァーゴ・ディ・カドーレ
ロレンツァーゴ・ディ・カドーレ（伊: Lorenzago di Cadore）は、イタリア共和国ヴェネト州ベッルーノ県にある、人口約600人の基礎自治体（コムーネ）。

## 地理

### 位置・広がり

#### 隣接コムーネ
隣接するコムーネは以下の通り。括弧内のUDはウーディネ県所属を示す。
- ドメッジェ・ディ・カドーレ
- フォルニ・ディ・ソプラ (UD)
- ロッツォ・ディ・カドーレ
- ヴィーゴ・ディ・カドーレ

### 気候分類・地震分類
気候分類では、zona F, 3982 GGに分類される。
また、イタリアの地震リスク階級 (it) では、zona 2 (sismicità media) に分類される。